# Матс Кнустер
Матс Кнустер (нід. Mats Knoester, нар. 19 листопада 1998, Алфен-ан-ден-Рейн) — нідерландський футболіст, центральний захисник «Ференцвароша». На умовах оренди грає за данський «Орхус».

## Клубна кар'єра
Вихованець роттердамського «Феєнорда», але до основної команди не потрапив.
17 січня 2019 року Кнустер приєднався до «Гераклеса», за який дебютував на дорослому рівні 9 лютого 2019 року проти амстердамського «Аякса» (1:0) в матчі Ередивізі, вийшовши на заміну замість Леннарта Чиборри. З сезону 2019/20 став основним захисником клубу, зігравши загалом 27 ігор у всіх турнірах.
20 грудня 2020 року Кностер забив свій перший гол на дорослому рівні у матчі чемпіонату проти «Геренвена» (2:1), забивши другий гол своєї команди, ударом головою.
26 травня 2022 року Кнустер підписав контракт з угорським «Ференцварошем».

## Виступи у збірній
Матс Кнустер 2015 року зі збірною Нідерландів до 17 років взяв участь в юнацькому чемпіонаті Європи, де провів два матчі, але його команда посіла третє місце у групі і не змогла пройти до наступного раунду.
У листопаді 2020 року Матс був вперше викликаний до молодіжної збірної Нідерландів, з якою брав участь у молодіжному чемпіонаті Європи 2021 року, ставши півфіналістом, але на поле так жодного разу і не вийшов.

## Титули і досягнення
- Чемпіонат Угорщини (1):

«Ференцварош»: 2022-23
- Володар Кубка Шотландії (1):

«Абердін»: 2024-25